# 石川県道278号金蔵川西線
石川県道278号金蔵川西線（いしかわけんどう278ごう かなくらかわにしせん）は、石川県輪島市内を通る一般県道（石川県道）である。

## 概要
- 起点：石川県輪島市町野町金蔵ソ之部146番2地先（＝石川県道277号柳田里線交点）
- 終点：石川県輪島市町野町川西へ部6番1地先（＝石川県道40号珠洲里線交点）

輪島市東部の町野地区（旧鳳至郡町野町）南西部の町野町金蔵と、町野地区の中心部に近い町野町川西とを結ぶ。起点のある町野町金蔵は山間部に位置し、棚田が広がっている。当県道の最高地点は起点部であり、終点へ向かって棚田の合間を縫うように全区間両側2車線（片側1車線）で整備されている。町野川に架かる明治橋詰めが終点部であり、石川県道40号珠洲里線と交わっている。

## 歴史
- 1960年（昭和35年）10月15日：路線認定。

## 接続道路
- 石川県道277号柳田里線（輪島市町野町金蔵：起点）
- 石川県道40号珠洲里線（輪島市町野町川西：終点）